# Chabua
Chabua é uma cidade e um centro urbano no distrito de Dibrugarh, no estado indiano de Assam.

## Geografia
Chabua está localizada a 27° 29′ N, 95° 11′ L. Tem uma altitude média de 106 metros (347 pés).

## Demografia
Segundo o censo de 2001, Chabua tinha uma população de 7230 habitantes. Os indivíduos do sexo masculino constituem 54% da população e os do sexo feminino 46%. Chabua tem uma taxa de literacia de 78%, superior à média nacional de 59,5%; a literacia no sexo masculino é de 83% e no sexo feminino é de 72%. 11% da população está abaixo dos 6 anos de idade.